# Kis-Balaton

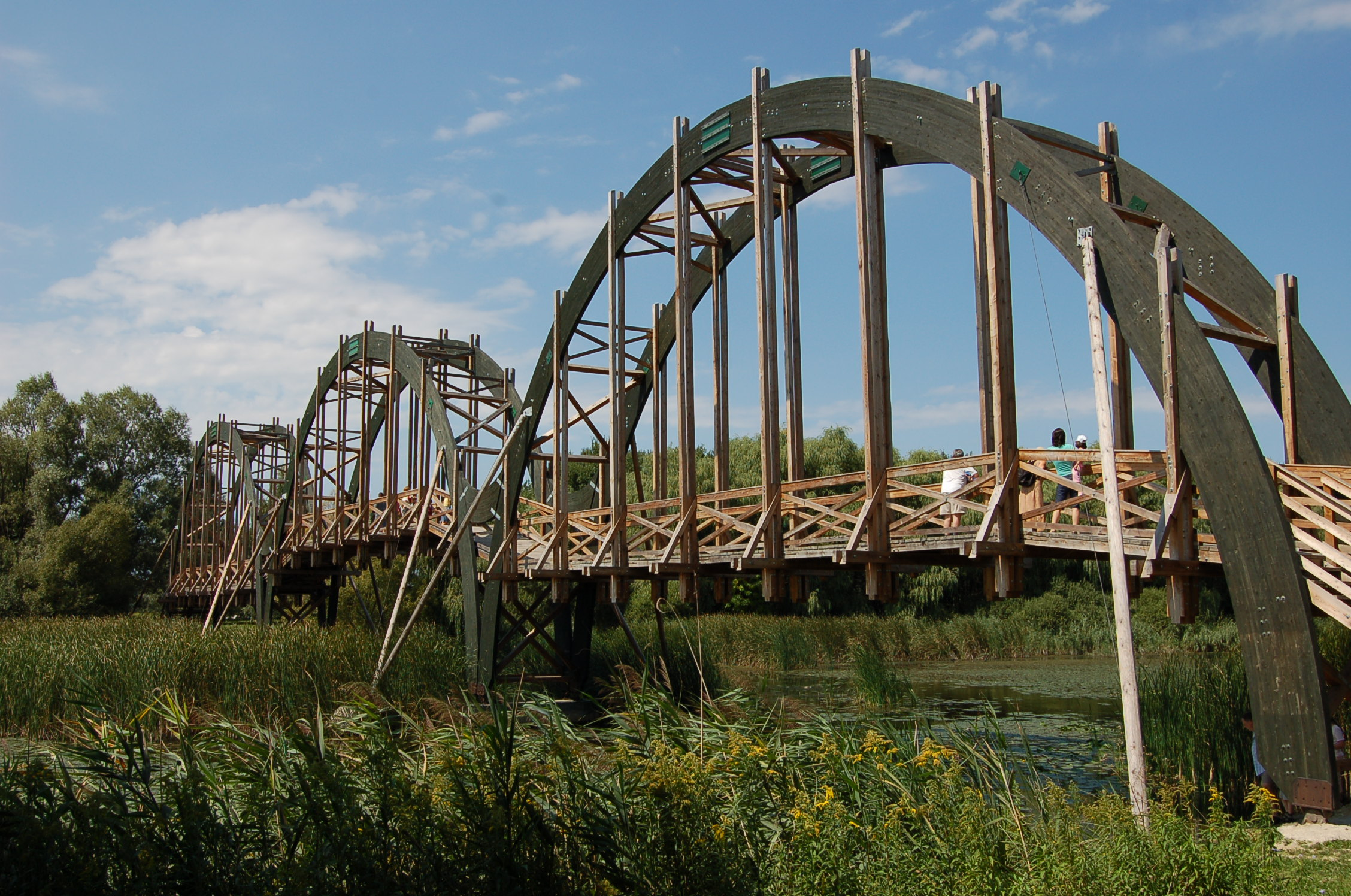
Most Kányavári sziget hídja

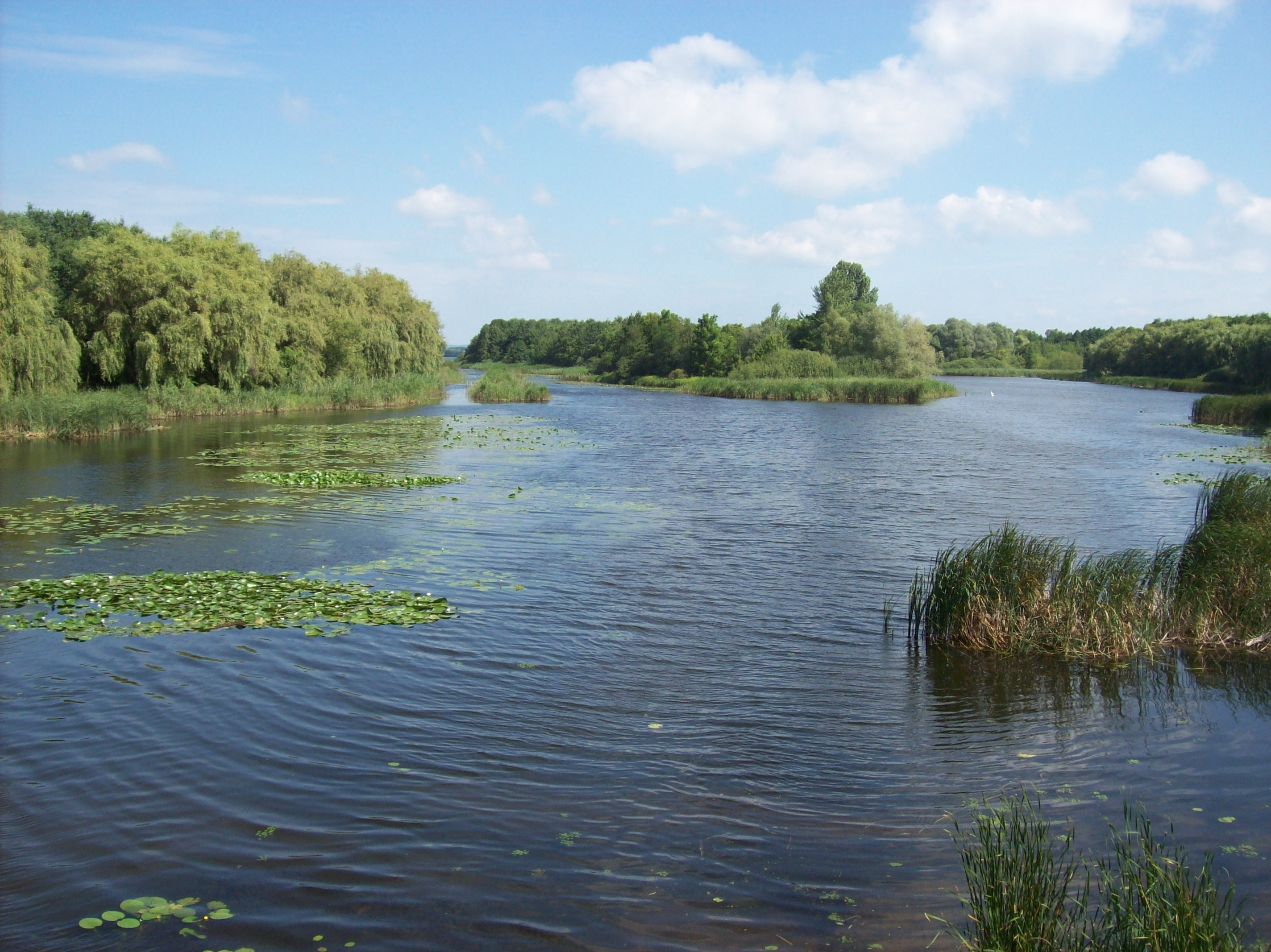
Pohled z mostu Kányavári sziget hídja severním směrem

Kis-Balaton ([kiš balaton], v překladu Malý Balaton) je jezero v Maďarsku.

## Poloha
Kis-Balaton leží jihozápadně od Balatonu, nedaleko od lázeňského města Zalakaros. V jeho nejbližším sousedství leží obec Balatonmagyaród. Spolu se svým okolím je součástí župy Zala.

## Význam
Kis-Balaton má protáhlý tvar ve směru sever-jih. Býval zátokou Balatonu, od kterého se oddělil po poklesu jeho hladiny. Dnes jím protéká hlavní přítok jezera, řeka Zala. Průtokem přes rašeliniště se filtruje voda přitékající do jezera. 
Oblast je přírodní rezervací - na bažinatých a rákosím porostlých březích sídlí vzácné druhy ptáků, mezi nejvýznamnější patří kormoráni a volavky.

## Kányavári sziget
Kányavári sziget je malý ostrov ležící ve východní části Kis-Balatonu. Představuje přístupnou část přírodní rezervace, dostupný je přes most Kanyavári sziget hídja.